# Bakari Koné
Bakari Koné (Abiyán, Costa de Marfil, 17 de septiembre de 1981) es un exfutbolista marfileño. Jugaba de delantero y su último equipo fue Paris FC.

## Biografía
Bakari Koné empezó jugando en las categorías inferiores de un equipo de su país natal, el ASEC Mimosas, hasta que en 1999 pasa a formar parte de la primera plantilla del club. Con este equipo se proclama campeón de Liga en tres ocasiones.
En 2002 se marcha a Catar para jugar con el Al-Gharrafa. Pronto se convirtió en uno de los mejores jugadores del equipo. En esta etapa disputó un total de 24 partidos en los que marcó 11 goles.
A los seis meses ficha por el FC Lorient francés, que por aquel entonces militaba en la Ligue 2. En su primera temporada anotó 10 goles, pero fue en la siguiente cuando despuntó, marcando 24 goles en 35 partidos, consiguiendo así el galardón de máximo goleador de la Ligue 2 esa campaña. Ese mismo año el FC Lorient estuvo muy cerca de conseguir el ascenso a la Ligue 1.
En 2005 se marcha a jugar al OGC Niza, equipo con el debuta en la Ligue 1. Fue el 30 de julio en un partido contra el Troyes. En su primera temporada anotó siete goles. En la temporada 2007-08 acabó siendo el máximo goleador de su equipo con 14 tantos en 30 partidos.
El 18 de julio de 2008 se confirmó su fichaje por su actual club, el Olympique de Marsella. Con su nuevo equipo debuta en la Ligue 1 el 9 de agosto en el partido Stade Rennes 4-4 Olympique de Marsella, en el que Koné anotó el primer gol para su equipo.

### Vida privada
Bakari Koné tiene nueve hermanos y cinco hermanas. Dos de ellos son también futbolistas: Arouna Koné (Levante UD) y Karamoko Koné (equipo reserva del Roda JC).

## Selección nacional
Ha sido internacional con la Selección de fútbol de Costa de Marfil en 41 ocasiones. Su debut como internacional se produjo el 5 de septiembre de 2004 en un partido contra Sudán.
LLegó con su selección a la final de la Copa Africana de Naciones de 2006. Lamentablemente para Bakari Koné el título fue a parar a Egipto, que se impuso en la tanda de penaltis (4-2).
Participó en la Copa Mundial de Fútbol de Alemania de 2006, en la que su selección no pudo parar de la fase de grupos. Empezó como suplente, sustituyendo a Arthur Boka en el minuto 62 en el partido contra Argentina, en el que los americanos se impusieron por dos goles a uno. En el siguiente partido contra los Países Bajos saltó al campo como titular y marcó el primer gol del partido, aunque finalmente su equipo perdió (2-1). En el último partido (Costa de Marfil 3-2 Serbia y Montenegro) entró a jugar en el minuto 60 en sustitución de su compatriota Kanga Akalé.
En 2008 fue convocado para jugar la Copa Africana de Naciones, en la que su selección llegó a semifinales. Bakari Koné disputó cuatro encuentros y marcó un gol a Guinea (cuartos de final).

## Clubes
| Club                               | País            | Año       |
| ---------------------------------- | --------------- | --------- |
| ASEC Mimosas                       | Costa de Marfil | 1999-2002 |
| Al-Gharrafa                        | Catar           | 2002-2003 |
| Football Club Lorient-Bretagne Sud | Francia         | 2003-2005 |
| OGC Niza                           | Francia         | 2005-2008 |
| Olympique de Marsella              | Francia         | 2008-2010 |
| Lekhwiya SC                        | Catar           | 2010-2012 |
| Wydad de Casablanca                | Marruecos       | 2012-     |

## Títulos
- 3 Ligas de Costa de Marfil (ASEC Mimosas; 2000, 2001 y 2002)
- 1 Liga francesa (Olympique de Marsella, 2010)
- 1 Copa de la Liga (Olympique de Marsella, 2010)
- Máximo goleador de la Ligue 2 (2005, 24 goles)